# Shibagaki Yuki
Yuki Shibagaki (sinh ngày 6 tháng 5 năm 1987) là một cầu thủ bóng đá người Nhật Bản.

## Sự nghiệp câu lạc bộ
Yuki Shibagaki đã từng chơi cho Vissel Kobe.